# Ruili Airlines
Ruili Airlines (кит. 瑞丽航空) — китайская бюджетная авиакомпания со штаб-квартирой в городском округе Куньмин (провинция Юньнань, КНР), работающая в сфере внутренних пассажирских перевозок в центральной и северной частях Китая.
Портом приписки перевозчика и его главным транзитным узлом (хабом) является международный аэропорт Куньмин Чаншуй.

## История
Авиакомпания была образована в 2014 году в качестве дочернего предприятия холдинга Yunnan Jingcheng Group.
22 января 2014 года Ruili Airlines получила сертификат эксплуатанта и 18 мая того же года начала операционную деятельность, работая на одном самолёте Boeing 737-700, ранее принадлежавшем Air Berlin.

## Флот
В мае 2016 года воздушный флот авиакомпании Ruili Airlines составляли следующие самолёты: